# 志倉千代丸
志倉 千代丸（しくら ちよまる、1970年7月3日 - ）は、日本の作詞家、作曲家、音楽プロデューサー、ゲームクリエイター、実業家。株式会社CHIYOMARU STUDIO代表取締役社長、株式会社エムファイブ代表取締役社長、株式会社アミュレート代表取締役会長、株式会社INVISION代表取締役会長。
株式会社MAGES.代表取締役、ル・アイド芸能株式会社代表取締役会長、株式会社ドキドキグルーヴワークス取締役、株式会社クラスジャパン学園取締役。株式会社ドワンゴ取締役、学校法人角川ドワンゴ学園元理事（〜2019年6月）を歴任。
埼玉県戸田市出身。父はミュージカルぼーいずのリーダーである志村としお。兄は音楽プロデューサー兼ゲームプロデューサーの富士丸翔。

## 来歴

### 生い立ち
小学生の頃からBASICでプログラムを組み、自作ゲームを雑誌に投稿していたが、この頃は音楽には興味がなかった。
中学生時代にBOØWYの影響でバンド活動を始める。当時はドラムを担当しながら、作詞・作曲・編曲を全てを自身で行い、次第に曲作りだけをしたいという思いが募っていった。並行してプログラミングも続けており、この頃の「昼はプログラミング、夜はバンド活動」という厨二病（本人談）生活が後の活動につながっていく。

### プログラマー時代
高校卒業後、日本電気株式会社（NEC）の子会社にプログラマーとして入社し、「ISDN」プロジェクトチームに研究員として配属されるも、急に先輩に叱られたので心が折れ、7ヶ月で退社しゲーム業界へ。
音楽家として自立することを考え、ゲーム好きであったことからゲーム音楽に可能性を見出し、ヒューマン株式会社にプログラムにも強い作曲者として採用される。『ファイヤープロレスリング』『フォーメーションサッカー』『クロックタワー』シリーズなどの作曲に関わり、同社の『爆走デコトラ伝説』の演歌で名前が知られる様になる。その後に退社。須田剛一とはヒューマン時代からの仲。

### 音楽プロデューサー時代
サイトロン・デジタルコンテンツに属し、音楽プロデューサーとして磯江俊道らと共にKIDより発売されているゲームや、その他様々なメーカーの楽曲を手がける他、水樹奈々や小倉優子、村田あゆみへの楽曲提供、『NOVAうさぎのうた』や数々の人気声優ユニットを世に送り出している。
AKB48のメンバーが出演する公共広告機構（現：ACジャパン）とNHKとの共同キャンペーンCM「3Rで地球を救おう」に楽曲を提供した。
東京・池袋のテーマカフェ「王立アフィリア魔法学院」、名古屋の「王立アフィリア・ダイニング」のプロデュースを手がけ、同店のテーマソングなども発表している。

### 5pb.とMAGES.代表
2005年4月にサイトロン・デジタルコンテンツ取締役兼総合プロデューサーを辞職して、株式会社5pb.の立ち上げに参加し代表取締役社長に就任。
2008年4月より桃井はることラジオ『THE WORKS』（FM NACK5）のパーソナリティとして出演している。
2011年6月にAG-ONEと5pb.が合併して発足した株式会社MAGES.の代表取締役社長に就任。
2011年12月よりつんく♂と共同で、『AKIHABARAバックステージpass』をプロデュースしている。

### ドワンゴ取締役
2013年12月の株式会社ドワンゴによるMAGES.の完全子会社化（それまでは旧AG-ONEの流れからドワンゴと文化放送との合弁）に伴い、後にドワンゴの執行役員に、2014年10月1日にはドワンゴグループとKADOKAWAグループの経営統合（KADOKAWA・DWANGO→カドカワ→(新)KADOKAWA）による経営方針変更により、ドワンゴ取締役に就任。2015年4月1日付でMAGES.代表取締役会長に就任。
カドカワ系の角川ドワンゴ学園が運営する2016年開校のN高等学校に創設以前から深く関与。2019年6月まで理事を勤めた。

### MAGES.代表再任
2019年7月12日にはCHIYOMARU STUDIOを通じてMBOによりMAGES.の全株式を取得して独立させ、社長に再任。
2020年4月3日付で株式会社コロプラがCHIYOMARU STUDIOの持つ発行済全株式を全取得し完全子会社化した。これに伴い、同年10月25日には志倉が会長に就任。
2023年1月4日、任期満了に伴い同日付でMAGES.の会長職を退任し、同社エグゼクティブプロデューサーに就任。

### MAGES.代表退任後
2024年に行われたMAGES.の事業縮小化に伴い分割された各種事業のうち、「Stand-Up! Records」を株式会社エムファイブ（既設会社）代表取締役社長として、「アミュレート」を株式会社アミュレート代表取締役会長として、音響制作事業を株式会社INVISION代表取締役会長として、それぞれ承継した。

## 略歴
- 1990年4月 - 日本電算株式会社の子会社入社[14]。
- 1992年4月 - 株式会社ヒューマン入社。
- 1997年4月 - 株式会社サイトロン&アート入社。
- 2004年4月 - 株式会社サイトロン&アート取締役。
- 2005年4月 - 株式会社5pb.代表取締役社長。
- 2011年6月 - 株式会社MAGES.代表取締役社長。
- 2011年11月 - 株式会社エスチュアリウム取締役。
- 2012年8月 - 株式会社クロウムエッジ（現・CHIYOMARU STUDIO）代表取締役。
- 2013年11月 - ル・アイド芸能株式会社代表取締役。
- 2013年12月 - 株式会社ドキドキグルーヴワークス取締役。
- 2014年10月 - 株式会社ドワンゴ取締役。
- 2015年4月 - 株式会社MAGES.代表取締役会長。
- 2016年4月 - 学校法人角川ドワンゴ学園理事。
- 2017年3月 - 株式会社レゴリス社外取締役[15]。
- 2018年7月 - 株式会社MAGES.Lab専務取締役。
- 2019年7月 - 株式会社MAGES.代表取締役社長。
- 2020年10月 - 株式会社MAGES.代表取締役会長。
- 2022年8月 - 株式会社アイチューブ（現：株式会社エムファイブ）代表取締役。
- 2023年1月4日 - 株式会社MAGES.代表取締役会長を退任。
- 2024年8月 - 株式会社アミュレート代表取締役会長。
- 2024年8月 - 株式会社INVISION代表取締役会長。

## 人物
宮村優子と共に結成したバンド「loose@rouse」ではギターを担当。KIDの『想い出にかわる君 〜Memories Off〜』のテーマ曲、『インモラル・インパルス』を手がけた。声優としても活躍し、自ら楽曲提供したKIDの『想い出にかわる君 〜Memories Off〜』の飛田扉役や、トンキンハウスの『D→A』シリーズではイフリース・アージェント役、さらに乙女ゲーム『硝子の森』では主役を務めた。文化放送を中心としたラジオでは、いくつかの番組でパーソナリティを務めた。
レトロPCゲームオタクであり、企画原案を担当したゲームには往年のPCゲーム、周辺文化へのオマージュがみられる。また『STEINS;GATE』のスピンオフ作品、『STEINS;GATE 変移空間のオクテット』でその趣味が遺憾なく発揮されており、英単語でのコマンド入力、LINE＆PAINTの再現、FM音源のエミュレートなどマニアックな作りになっている。
グランド・セフト・オートシリーズのファンでもあり、好きが高じてグランド・セフト・オートVを自らが代表を務めた5pb.から日本向けPC版販売の権利を獲得したことを明かしている。
影響を受けたゲームデザイナーに『スナッチャー』の小島秀夫、『テトリス』のアレクセイ・パジトノフを挙げている。『スナッチャー』および「メタルギア」・「メタルギアソリッド」シリーズの小島秀夫との共同企画が進行中で、Twitter上での交流も盛んである。また、「300人委員会」と称するiPhoneやPCを使った配信を行い度々ファンと交流している。

### 楽曲の特徴
志倉の楽曲によく見られる特徴として、Bメロを16小節にするなどといったサビを盛り上げる要素（志倉曰く『テトリス』）や、二段構成のサビがある。そのため志倉の曲はメロが長い楽曲が多い。
歌詞は予めその楽曲のストーリー性などを書いたリリックノートと照らし合わせながら書き起こす為、独特の世界観が見られる。こそあど言葉やカタカナ表記の英語などの表現が多いのも特徴である。逆に、歌詞に一人称が使われているものは少なめである。

## CD
- ゲームボーカルベスト〜志倉千代丸楽曲集Vol.1〜（2003年8月27日、KICA-1302）
- ゲームボーカルベスト〜志倉千代丸楽曲集Vol.2〜（2003年9月26日、KICA-1308）
- ゲームボーカルベスト〜志倉千代丸楽曲集Vol.3〜（2004年8月25日、KDCA-14）
- THE WORKS〜志倉千代丸楽曲集〜（2006年3月31日、FPBD-0001）
- THE WORKS〜志倉千代丸楽曲集〜1.2（2008年7月30日、VGCD-0151）
無印（1.0）のDisc1の収録曲に2曲プラスして、一部を変更して再発売したもの。
- THE WORKS〜志倉千代丸楽曲集〜2.0（2008年7月30日、VGCD-0152）
- THE WORKS〜志倉千代丸楽曲集〜3.0（2008年7月30日、VGCD-0153）
- THE WORKS〜志倉千代丸楽曲集〜4.0（2009年10月21日、VGCD-0175）
- THE WORKS〜志倉千代丸楽曲集〜5.0（2009年10月21日、VGCD-0176）
- THE WORKS〜志倉千代丸楽曲集〜6.0（2011年08月24日、AVCA-49032）
- THE WORKS〜志倉千代丸楽曲集〜7.0（2012年01月25日、AVCA-49346）
- THE WORKS〜志倉千代丸楽曲集〜8.0（2013年10月30日、FVCG-1266）

## 企画原案
- 科学アドベンチャーシリーズ
  - CHAOS;HEAD
  - STEINS;GATE
  - ROBOTICS;NOTES
  - CHAOS;CHILD
  - OCCULTIC;NINE
  - ANONYMOUS;CODE
- Que 〜エンシェントリーフの妖精〜
- アイテムゲッター 〜僕らの科学と魔法の関係〜
- B-PROJECT

## 出演
- アニメ天国（2008年9月 - 2010年3月）
  - 当番組の司会者であった桃井はるこが卒業したため入れ替わりでレギュラー出演。パートナーは番組古参の野川さくら。
- つんつべ♂ （2011年7月 - ）[20]
  - 最初はゲストと言う扱いでの出演だったが、レギュラーで出演している。また、番組内でつんく♂と共にテーマ曲を製作している。
- FM NACK5「THE WORKS」毎週日曜24:00 - 24:30 （2008年4月 - 2015年12月）
  - 桃井はること出演。番組自体は2016年1月以降も桃井とユカフィン（アフィリア・サーガ/番組担当中にグループ卒業）の担当で継続。2024年2月に番組終了。
- 文化放送・ニコニコ生放送「電人★GA部ぅ〜」隔週土曜20:00 - 21:30（2011年10月8日 - 2013年3月30日）
- ニコニコ生放送「電人☆ゲッチャ!」毎週木曜21:00 - 23:30（2013年4月5日 - ）[21]
  - 上記電人★GA部ぅ〜とゲッチャ！統廃合による番組。
- 『めちゃメロ♪アニゲソン』では桑谷夏子・村田あゆみと共に、『超・ULTRAスーパーマニア「レディオウイッシュ団」』では新谷良子・清水愛と共にメインパーソナリティを担当。
  - 「爪がキモい」「色白すぎてキモい」「金持ちの千代丸さん」などと散々な言われようで、三枚目・弄られキャラである。『超・ULTRAスーパーマニア「レディオウイッシュ団」』においては、『めちゃメロ♪アニゲソン』と一転して、団長として他二人を引っ張っていく。この番組は番組終了時に『超機動放送アニゲマスター』の告知をしており、『アニゲマスター』に桑谷夏子がゲストの回の告知では、彼女に向けて愛を叫ぶ。
- オデッサの階段第7回「志倉千代丸の愛」（2012年11月22日）
- MAG・ネット2013年3月号「まぐレボ」（2013年3月1日）
  - 「ノベルゲームをレボリューションせよ！」 という指令にゲスト出演した。自身のノベルゲーム愛の原点として、1980年代当時の主流であったパソコン本体（シャープ・MZ-2000、シャープ・X68000XVI、NEC・PC-8801FH）とパソコンゲームソフトとを所有していることを明らかにしている。ちなみに、放送されたソフトはエニックス（現スクウェア・エニックス）の『軽井沢誘拐案内』および『TOKYOナンパストリート』。
- ファミ通2014年8月21-28合併号~「志倉千代丸の公私混同丸」
  - 志倉が自由に様々なことを書いていくコラム。

### 声優出演
- ゲーム『想い出にかわる君 〜Memories Off〜』（2002年、トビー/飛田扉）
- ゲーム『メモオフみっくす』（2003年、飛田扉）
- ゲーム『Memories Off 〜それから〜』（2004年、飛田扉）

## 楽曲提供

### アーティスト
- 亜咲花
  - Open your eyes（TVアニメ『Occultic;Nine -オカルティック・ナイン-』エンディングテーマ）
  - Play the game（ゲーム『Occultic;Nine -オカルティック・ナイン-』オープニングテーマ）
  - I believe what you said（TVアニメ『ひぐらしのなく頃に業』オープニングテーマ）
  - 夏夢ノイジー （TVアニメ『サマータイムレンダ』2nd オープニングテーマ）
- アメリカザリガニ
  - I'm the Leader （作曲のみ、バラエティ番組『BAN!BOO!ぱいん!!』エンディングテーマ）
- 彩音
  - Fly away（作詞のみ、ゲーム『W〜ウィッシュ〜』エンディングテーマ）
  - ribbon（ゲーム『Memories Off After Rain』オープニングテーマ）
  - After Rain（ゲーム『Memories Off After Rain』エンディングテーマ）
  - ORANGE（ゲーム『Memories Off #5 とぎれたフィルム』オープニングテーマ）
  - ロマンシングストーリー （ゲーム『Memories Off #5 とぎれたフィルム』エンディングテーマ）
  - Film Makers（OVA『Memories Off #5 とぎれたフィルム THE ANIMATION』主題歌）
  - 嘆きノ森 （ゲーム『ひぐらしのなく頃に祭』オープニングテーマ）
  - コンプレックス・イマージュ（ゲーム『ひぐらしのなく頃に祭 澪尽し編』オープニングテーマ）
  - DOLPHIN☆JET（TVアニメ『ケンコー全裸系水泳部ウミショー』オープニングテーマ）
  - cloudier sky （TVアニメ『AYAKASHI』オープニングテーマ）
  - その先にある、誰かの笑顔の為に（ゲーム『ひぐらしデイブレイク Portable』オープニングテーマ）
  - GRAVITY ERROR（ゲーム『トリガーハート エグゼリカ エンハンスド』オープニングテーマ）
  - Angelic bright（ゲーム『ひぐらしのなく頃に絆 第四巻・絆』主題歌）
  - Crest of Knights（作曲のみ、ゲーム『シュヴァリエ サーガ タクティクス』主題歌）
  - いつもこの場所で （劇場版アニメ「STEINS;GATE 負荷領域のデジャヴ」エンディングテーマ）
  - フェノグラム （ゲーム『STEINS;GATE 線形拘束のフェノグラム』オープニングテーマ）
  - 幻術のクロスロード（ゲーム『DISORDER6』オープニングテーマ）
  - IF（パチスロ『STEINS;GATE 廻転世界のインダクタンス』搭載曲）
  - SOUL BUSTER（中日アニメ『侍霊演武:将星乱』オープニングテーマ）
  - レジリエンス（ゲーム『メモリーズオフ -Innocent Fille-』オープニングテーマ）
  - 神様のシンドローム（TVアニメ『ひぐらしのなく頃に業』前期エンディングテーマ）
  - 不規則性エントロピー（TVアニメ『ひぐらしのなく頃に業』後期エンディングテーマ）
  - Analogy（作曲のみ、TVアニメ『ひぐらしのなく頃に卒』オープニングテーマ）
- Ayumu
  - オカルティクスの魔女
- 池澤春菜
  - 「幻想」「現実」〜時が経つまで〜（ゲーム『Lの季節 〜A piece of memories〜』イメージソング）
- イケてるハーツ
  - 私信確定
  - ルミカジェーン（作詞のみ）
  - 罪証のルシファー（ゲーム『CHAOS;CHILD らぶchu☆chu!!』エンディングテーマ）
  - カルマストライプ
  - ロゼッタ・ストーン（TVアニメ『ミイラの飼い方』オープニングテーマ）
- 諫山実生
  - プレイス・オブ・ピリオド
  - 花ノ咲ク星（PS2ゲーム『ARIA The ORIGINATION 〜蒼い惑星のエルシエロ〜』主題歌）
- いとうかなこ
  - escape（ゲーム『ひぐらしのなく頃に祭 罪滅し編』エンディングテーマ）
  - Friend（ゲーム『ひぐらしのなく頃に祭 澪尽し編』エンディングテーマ）
  - 追想のディスペア（ゲーム『ひぐらしのなく頃に絆　第一巻・祟』オープニングテーマ）
  - Find the blue（ゲーム『CHAOS;HEAD』オープニングテーマ）
  - fake me（ゲーム『CHAOS;HEAD NOAH』オープニングテーマ）
  - Fetishism Ark（ゲーム『CHAOS;HEAD NOAH』PSP版オープニングテーマ）
  - F.D.D.（TVアニメ『カオス;ヘッド -CHAOS;HEAD-』オープニングテーマ）
  - スカイクラッドの観測者（ゲーム『STEINS;GATE』オープニングテーマ）
  - A. R.（ゲーム『STEINS;GATE』PC版イメージソング）
  - 宇宙エンジニア（ゲーム『STEINS;GATE』PSP版オープニングテーマ）
  - Hacking to the Gate（TVアニメ『STEINS;GATE』オープニングテーマ）
  - 非線形ジェニアック （ゲーム『STEINS;GATE』PS3版オープニングテーマ）
  - Another Heaven （ゲーム『STEINS;GATE』Xbox 360版・PC版・PSP版・PS3版共通エンディングテーマ）
  - 聖数3の二乗　（TVアニメ『Occultic;Nine -オカルティック・ナイン-』オープニングテーマ）
  - ファティマ（TVアニメ『シュタインズ・ゲート ゼロ』オープニングテーマ）
- 今井麻美
  - It's a fine day（ゲーム『Ever17-the out of infinity-』PSP版オープニングテーマ）
  - クロガネ（ゲーム『クロガネ回姫譚-閃夜一夜-』オープニングテーマ）
  - World-Line（TVアニメ『シュタインズ・ゲート ゼロ』後期エンディングテーマ）
- エラバレシ
  - アイノフシギ（作曲のみ）
  - ミス・ラビット（TVアニメ『タイムトラベル少女〜マリ・ワカと8人の科学者たち〜』エンディングテーマ）
  - バスケットクィーン（作詞のみ）
  - 怪盗♡ブラックキャッツ
  - GAL的LOVE（作曲のみ、TVアニメ『はじめてのギャル』エンディングテーマ）
  - もっと、ねぇもっと（TVアニメ『立花館To Lieあんぐる』主題歌）
- ELISA
  - 鵬翼のプロフェシア
  - 聖櫃のプロフェシア
  - 深淵のプロフェシア
- 小倉優子
  - 永遠ラブリン(∂▽＜)/（CD『永遠ラブリン(∂▽＜)/』）
  - 神秘的迷宮（ミステリーラビリンス）（CD『永遠ラブリン(∂▽＜)/』）
  - ウキウキりんごだプー（ラジオ『小倉優子のRADIOトゥルー・ラブストーリー ウキウキりんこだプー!』 オープニングテーマ）
- KAORI.
  - LeMU〜遙かなるレムリア大陸〜（ゲーム『Ever17-the out of infinity-』オープニングテーマ）
  - third bridge（ゲーム『12RIVEN -the Ψcliminal of integral-』オープニングテーマ）
- 笠原弘子
  - 青い羽根の行方（ゲーム『悠久幻想曲3 Perpetual Blue』イメージソング）
  - Aqua Stripe（ゲーム『Ever17 -the out of infinity-』エンディングテーマソング）
- かとうあつき
  - ためらいびと（ゲーム『御神楽少女探偵団』オープニングテーマ）
- 川澄綾子
  - off ground（ゲーム『此花3〜偽りの影の向こうに〜』オープニングテーマ）
  - 迷いの森（ゲーム『KONOHANA:TrueReport』オープニングテーマ）
- Kicco
  - 瞬間スプライン（ゲーム『タユタマ-kiss on my deity-』オープニングテーマ）
  - The fine every day（TVアニメ『タユタマ-Kiss on my Deity-』オープニングテーマ）
  - 情熱のウォブル（ゲーム『タユタマ-It's happy days-』オープニングテーマ）
- Cyua（from BETTA FLASH）
  - 光の空のクオリア（ゲーム『ひぐらしのなく頃に絆 第三巻・螺』オープニングテーマ）
- KENN
  - ROAD OF GOLD（ゲーム『スカーレッドライダーゼクス』エンディングテーマ）
- 小林幸子
  - 存在証明
- 榊原ゆい
  - マジカル★ジェネレーション（TVアニメ『はぴねす!』エンディングテーマ）
  - はぴねす方程式（ゲーム『はぴねす!でらっくす』エンディングテーマ）
  - そして僕は...（TVアニメ『PRISM ARK』オープニングテーマ）
  - 刻司ル十二ノ盟約（TVアニメ『STEINS;GATE』エンディングテーマ）
- 坂本真綾
  - Teens（ゲーム『デバイスレイン』エンディングテーマ）
  - AQUA（ゲーム『Missing Blue』エンディングテーマ）
- 佐々木恵梨
  - 一縷の望み（ゲーム『一血卍傑-ONLINE-』主題歌、作曲のみ）
  - Recalling（PS4/PS Vita『この世の果てで恋を唄う少女YU-NO』オープニングテーマ、作曲のみ）
- 清水愛
  - この星に生まれて（ゲーム『想い出にかわる君 〜Memories Off〜』エンディングテーマ）
- 純情のアフィリア （旧・アフィリア・サーガ・イースト、旧・アフィリア・サーガ）
  - ルミナスの泉（作詞のみ）
  - メリディンの祈り
  - 放課後_ロマンス
  - ニーハイ・エゴイスト（作詞のみ）
  - La*La*Laラボリューション（ゲーム 『STEINS;GATE 比翼恋理のだーりん』オープニングテーマ）
  - 未来が私を待っている（作曲のみ）
  - 禁断無敵のだーりん（ゲーム 『STEINS;GATE 比翼恋理のだーりん』PSP版、PS3版オープニングテーマ）
  - SURVIVE!!（作曲のみ、ゲーム『暁の護衛 トリニティ』オープニングテーマ）
  - 非合理的かつ訂正不能な思い込み（ゲーム『CHAOS;CHILD らぶchu☆chu!!』オープニングテーマ）
  - この世界に魔法なんてないよ
  - それだけが、生きる意味なんだ
- 鈴木このみ
  - カオスシンドローム（TVアニメ『CHAOS;CHILD』エンディングテーマ）
- 田村ゆかり
  - まぶしさ（ゲーム『Memories Off』キャラクターイメージソング）
- Zwei
  - 小指のパラドックス（ゲーム『Memories Off ゆびきりの記憶』オープニングテーマ）
  - イナンナの見た夢（TVアニメ『うみねこのなく頃に散〜真実と幻想の夜想曲〜』オープニングテーマ）
  - メフィストフェレスの黙示（ゲーム『光輪の町、ラベンダーの少女』挿入歌）
  - 拡張プレイス（ゲーム『ROBOTICS;NOTES』オープニングテーマ）
  - 純情スペクトラ（TVアニメ『ROBOTICS;NOTES』オープニングテーマ）
  - LAST GAME（TVアニメ『シュタインズ・ゲート ゼロ』前期エンディングテーマ）
- tiaraway
- nao
  - シンクロしようよ（Xbox 360ゲーム『CHAOS;HEAD らぶChu☆Chu!』オープニングテーマ）
  - フラグ立てようよ（PSPゲーム『CHAOS;HEAD らぶChu☆Chu!』オープニングテーマ）
  - from universe（Xbox 360/PSPゲーム『のーふぇいと! 〜only the power of will〜』オープニングテーマ）
  - 群青のティファレス（Xbox 360ゲーム『CROSS†CHANNEL 〜In memory of all people〜』オープニングテーマ）
  - 極上HEAVEN（PS3ゲーム『CHAOS;HEAD らぶChu☆Chu!』オープニングテーマ）
  - 相対性VISION（PS4ゲーム『新次元ゲイム ネプテューヌVII』オープニングテーマ）
- 野川さくら
  - Party Play（TVアニメ『アラド戦記〜スラップアップパーティー』前期オープニングテーマ）
  - 塞塵のパンドラ（TVアニメ『アラド戦記〜スラップアップパーティー』後期オープニングテーマ）
- 野田順子
  - 光の糸（ゲーム『GUARDIAN ANGEL』オープニングテーマ）
- 畑亜貴
  - Rune Pride（ゲーム『ルーンプリンセス』オープニングテーマ）
- バクステ外神田一丁目
- 日高里菜
  - 遙かなる時空の旅人（ゲーム『アイテムゲッター〜僕らの科学と魔法の関係〜』オープニングテーマ）
- ピュアリーモンスター
  - 教えてダーウィン（TVアニメ『セントールの悩み』オープニングテーマ）
  - まだ誰も知らない明日へ
- 藤重政孝
  - Shine〜降りそそぐ風のように〜（ゲーム『ユア・メモリーズオフ〜Girl's Style〜』オープニングテーマ）
- fumika
  - 海風のブレイブ（TVアニメ『ROBOTICS;NOTES』エンディングテーマ）
- fripSide
  - flower of bravery（TVアニメ『恋姫†無双』オープニングテーマ）
- Baby pop、Baby POP School
- Velforest.
  - 漆黒の祭壇（ゲーム『ひぐらしのなく頃に絆 第三巻・螺』エンディングテーマ）
  - 蒼黒のスピカ（ゲーム『Myself ; Yourself それぞれのfinale』オープニングテーマ）
- 水木一郎
  - ジパングの風（ゲーム『全国デコトラ祭り』テーマソング）
- 水樹奈々
  - オルゴールとピアノと（ゲーム『Memories Off 2nd』エンディングテーマ）
  - 未来この星で（ゲーム『夏色の砂時計』オープニングテーマ）
  - 心に咲く花のように（ゲーム『姫騎士物語 PrincessBlue』イメージソング）
  - Brilliant Star（ドラマCD『少年進化論plusスペシャル番外編 中年進化論plus』イメージソング）
  - オルゴールとピアノと -holy style-（ゲーム『Memories Off Duet』エンディングテーマ）
  - リプレイマシン（ゲーム『想い出にかわる君 〜Memories Off〜』オープニングテーマ）
  - Nocturne（OVA『Memories Off 2nd』オープニングテーマ）
  - それでも君を想い出すから（ゲーム『Memories Off 〜それから〜』オープニングテーマ）
  - 十字架のスプレッド（ゲーム『Shining Force CROSS』テーマソング）
  - SECRET AMBITION（TVアニメ『魔法少女リリカルなのはStrikerS』前期オープニングテーマ）
  - Trinity Cross（TVアニメ『ロザリオとバンパイアCAPU2』エンディングテーマ）
- 皆川純子
  - Darkness of chaos（ゲーム『Remember11 -the age of infinity-』エンディングテーマ）
- 三森すずこ
  - 革命のマスカレード
  - 革命のマスカレード 無双OROCHI ver.（ゲーム『無双OROCHI 3』主題歌）
- 宮崎羽衣
  - 宇宙のステンシル（ゲーム『Remember11 -the age of infinity-』オープニングテーマ）
- 宮村優子
- 村田あゆみ
- 宮野真守
  - Dan-Gun-XechS（ゲーム『Scared Rider Xechs』オープニングテーマ）
- momo-i（桃井はるこ）
  - オペラファンタジア（TVアニメ『PRISM ARK』エンディングテーマ）
- 森久保祥太郎
- 山本麻里安
  - 勇気の翼（OVA『Memories Off』、ゲーム『Memories Off Duet』オープニングテーマ）
  - This may be the last time we can meet（OVA『Memories Off』エンディングテーマ）
- Remi
  - 明日天気に...（ゲーム『Memories Off 2nd』オープニングテーマ）

### ゲーム
- Memories Offシリーズ
- Ever17 -the out of infinity-
- Remember11 -the age of infinity-
- 12RIVEN -the Ψcliminal of integral-
- 御神楽少女探偵団
- ひぐらしのなく頃に祭
- W〜ウィッシュ〜
- 魂響〜御霊送りの詩〜
- はぴねす!
- Close to 〜祈りの丘〜（および改定版「想いのかけら -Close to-」）
- Myself ; Yourself
- Take off!
- 魔法少女リリカルなのはStrikerS
- 恋姫†無双
- CHAOS;HEAD
- アラド戦記 〜スラップアップパーティー〜
- ひぐらしのなく頃に絆
- うみねこのなく頃に散
- アポなしギャルズ お・り・ん・ぽ・す
- STEINS;GATE
- Missing Blue
- のーふぇいと! 〜only the power of will〜
- 悠久幻想曲シリーズ
- タユタマ -Kiss on my Deity-
- トリガーハート エグゼリカ
- AYAKASHI
- ARIAシリーズ
- スラップアップパーティー
- スカーレッドライダーゼクス
- ブルーブラスター
- DUNAMIS15
- ROBOTICS;NOTES
- 解放少女SIN
- CHAOS;CHILD
- OCCULTIC;NINE

### その他
- 電人☆ゲッチャ!
  - ぼくの大冒険（エンディングテーマ）

## 小説
- Occultic;Nine（オーバーラップ文庫）